# Château du Bailleul
 (juillet 2023).
La mise en forme du texte ne suit pas les recommandations de Wikipédia : il faut le « wikifier ».
Les points d'amélioration suivants sont les cas les plus fréquents :
- Les titres sont pré-formatés par le logiciel. Ils ne sont ni en capitales, ni en gras.
- Le texte ne doit pas être écrit en capitales (les noms de famille non plus), ni en gras, ni en italique, ni en « petit »…
- Le gras n'est utilisé que pour surligner le titre de l'article dans l'introduction, une seule fois.
- L'italique est rarement utilisé : mots en langue étrangère, titres d'œuvres, noms de bateaux, etc.
- Les citations ne sont pas en italique mais en corps de texte normal. Elles sont entourées par des guillemets français : « et ».
- Les listes à puces sont à éviter, des paragraphes rédigés étant largement préférés. Les tableaux sont à réserver à la présentation de données structurées (résultats, etc.).
- Les appels de note de bas de page (petits chiffres en exposant, introduits par l'outil «  Source ») sont à placer entre la fin de phrase et le point final[comme ça].
- Les liens internes (vers d'autres articles de Wikipédia) sont à choisir avec parcimonie. Créez des liens vers des articles approfondissant le sujet. Les termes génériques sans rapport avec le sujet sont à éviter, ainsi que les répétitions de liens vers un même terme.
- Les liens externes sont à placer uniquement dans une section « Liens externes », à la fin de l'article. Ces liens sont à choisir avec parcimonie suivant les règles définies. Si un lien sert de source à l'article, son insertion dans le texte est à faire par les notes de bas de page.
- La présentation des références doit suivre les conventions bibliographiques. Il est recommandé d'utiliser les modèles {{Ouvrage}}, {{Chapitre}}, {{Article}}, {{Lien web}} et/ou {{Bibliographie}}. Le mode d'édition visuel peut mettre en forme automatiquement les références.
- Insérer une infobox (cadre d'informations à droite) n'est pas obligatoire pour parachever la mise en page.

Pour une aide détaillée, merci de consulter Aide:Wikification.
Si vous pensez que ces points ont été résolus, vous pouvez retirer ce bandeau et améliorer la mise en forme d'un autre article.
Le château du Bailleul est situé dans la commune de Hercé, à mi-chemin de Gorron.

## Origine
Le fief, vassal de la châtellenie de Pontmain, s'étendait en Hercé, Gorron, Colombiers-du-Plessis, Saint-Denis et Montaudin.

## Ancien château
Un aveu de 1787, décrit le château autrefois espèce de forteresse avec des tours, doubles fossés vifs, deux ponts-levis, est maintenant séparé en deux corps de logis, et la cour est entourée de douves ou fossés vifs. Une allée plantée de hêtres amène de la ville de Gorron au château. La chapelle est située en une pelouse formant avant-cour au-devant des douves. 
François Garnier, curé de la paroisse, était caché au château en l'an VI. 
Tout a été renouvelé, et le château, construit au commencement du XIXe siècle par César Le Dauphin-Blinière, se compose d'un corps de bâtiment flanqué de deux ailes, entouré de douves. 

## Chapelle
La chapelle était dédiée à saint Roch. Elle dotée une première fois par acte passé le 23 novembre 1583. Pierre du Bailleul fait une nouvelle fondation en 1673. Daniel Broquet, sieur du Moussay, épouse dans la chapelle, en 1623, Anne de Hercé. Le dernier titulaire est Louis Leray, acolythe en 1781. 
La chapelle, très modeste pour l'Abbé Angot, a été reconstruite et sert de but à la fin du XIXe siècle aux processions.

## Seigneurs

### Famille du Bailleul
- Eude du Bailleul, 1250.
- Jean du Bailleul, bail de Alain, son fils, avant 1387.
- Alain du Bailleul, marié à Jeanne de Bénéhart, fils de Jean du Bailleul, sieur de la Branchardière et de la Gaubertière, et de Jeanne Le Porc, 1402. Jean du Bailleul est accusé d'avoir frappé d'une dague Jean de Mégaudais, sergent du comte du Maine, 1415.
- Gilles de Bailleul avait une rente de quatre-vingt-quatorze boisseaux de froment en Saint-Denis-de-Gastines, 1518, 1528.
- Guillaume du Bailleul, 1548 ; Françoise du Boisbéranger, sa veuve, vivait en 1578.
- Pierre du Bailleul, vivant catholiquement en sa maison du Bailleul, 1577, épouse l'année suivante Marquise des Vaux, fille de Jean des Vaux et de Charlotte Cornilleau ; il est inhumé dans l'église en 1615, ainsi que sa femme morte cependant au lieu de Belleplante.
- Pierre du Bailleul, fils aîné, épouse dans la chapelle du château Julienne de Barat, veuve de Madelon Le Porc, seigneur du Boisbéranger ; ses enfants naissent au Bailleul : Pierre, 1615, Michel, 1616 † 1618, René, 1619, Jean-Baptiste, 1624. Les deux époux furent enterrés dans l'église en 1645, et le cœur de Julienne de Barat fut porté chez les bénédictines d'Ernée.
- Pierre du Bailleul, qui fut baron de Gorron, épouse par contrat en cour du Châtelet, 21 juillet 1663, Marguerite Le Féron, fille d'un président au Parlement.
- Pierre-Louis du Bailleul, fils unique, est taxé à l'arrière-ban, sur estimation très mitigée de sa terre du Bailleul à un revenu de 3 000 ₶ ; le 26 octobre 1706, devant Gobé, notaire à Gorron, il passe contrat de mariage avec Catherine Barin de la Galissonnière, qui, veuve en 1716, meurt avant 1728.
- Pierre-Gilbert-Anne du Bailleul, épouse en 1729 Françoise-Thérèse de Montécler, fille du marquis de Montécler et de N. de la Matraye, et meurt en 1737, ne laissant que des filles : Louise-Hyacinthe-Pulchérie, religieuse à l'hôpital de Château-Gontier[3], Françoise-Marie et Anne-Victoire-Félicité, restées célibataires[4].

### Famille d'Abrantès
- Le château, vendu en 1817, est à la fin du XIXe siècle la propriété du Duc d'Abrantès, neveu de César Le Dauphin-Blinière.
- 1869-1900 : Maurice Le Ray d'Abrantès, Duc d'Abrantès (1847-1900).

## Sources
- « Château du Bailleul », dans Alphonse-Victor Angot et Ferdinand Gaugain, Dictionnaire historique, topographique et biographique de la Mayenne, Laval, A. Goupil, 1900-1910 [détail des éditions] (BNF 34106789, présentation en ligne), t. II

### Sources utilisées par l'abbé Angot
- Registre paroissial de Hercé.
- Archives nationales, MM, 702, p. 534 ; Q/1, 699 ; P, 1334/1 ; R/5, 384.
- Archives départementales de la Vienne, H/3, 864.
- Chartrier de Lévaré.
- Histoire de Mayenne, p. 96.
- Cahiers de 1789, II, 415.
- Abbé Pointeau, Certificats, p. 121.